# Stadion Dinamo w Kiszyniowie
Stadion Dinamo (rum. Stadionul Dinamo) – wielofunkcyjny obiekt sportowy w stolicy Mołdawii, Kiszyniowie.
Obiekt wybudowano w 1944 roku w centrum Kiszyniowa, na miejscu dawnego Niemieckiego Rynku (Piețe Nemțești). Jego właścicielem jest powołany w tym samym roku policyjny Centralny Klub Sportowy Dinamo. Stadion, który w 2008 roku przeszedł renowację, oprócz boiska piłkarskiego mieści bieżnię oraz pozostałe wyposażenie lekkoatletyczne.
Pojemność stadionu to 2692 miejsca, z których wszystkie są siedzące. Większość z nich zlokalizowana jest na otwartej trybunie głównej, zaś pozostałe w kilku rzędach po drugiej stronie boiska. Loża VIP mieści 10 osób o takim statusie.
Stadion Dinamo jest tradycyjnie domowym obiektem dla nowo powstałych klubów, które nie mają jeszcze swojego boiska. Jednym z takich zespołów była Academia Kiszyniów (obecnie grającą na nowym stadionie), czy rozwiązany już klub Beșiktaș Kiszyniów. Na stadionie Dinamo grała także Dacia (po wyburzeniu jej stadionu), a obecnym gospodarzem obiektu jest Politehnica. Oprócz zespołów piłkarskich, obiekt wykorzystywany jest przez reprezentację Mołdawii w rugby.